# Марковски процес
Марковският процес е случаен процес, чиито бъдещи стойности зависят само от текущата, но не и от миналите стойности. Той приема стойности от дискретно множество, наречено пространство на състоянията. Казваме, че в даден момент от времето, Марковският процес е едно или друго състояние. В зависимост от това дали преходът от едно в друго състояние може да се извърши в произволни, или само във фиксирани моменти на времето, се различават Марковски процеси в непрекъснато време и Марковски вериги.
Понякога се казва, че Марковските процеси притежават Марковско свойство.
Марковските процеси носят името на руския математик Андрей Марков.

## Математическо определение
Нека {\displaystyle X(t)} е случайната величина, която описва състоянието на процеса в произволен момент от времето {\displaystyle t}. Да разгледаме две състояния на процеса {\displaystyle y} и {\displaystyle z}, и вероятността за един малък отрязък от време между {\displaystyle t} и {\displaystyle t+h} процесът да е преминал от {\displaystyle y} в {\displaystyle z}. Тогава, за да бъде Марковски този процес, трябва:
{\displaystyle \mathrm {P} {\big [}X(t+h)=z\,|\,X(s)=x(s),s\leq t{\big ]}=\mathrm {P} {\big [}X(t+h)=z\,|\,X(t)=y{\big ]},\quad \forall h>0.}
С други думи, стойностите на Марковския процес в бъдещето {\displaystyle X(t+h)} зависят от миналите стойности {\displaystyle X(s)}, {\displaystyle s\leq t}, само чрез текущата стойност {\displaystyle X(t)}.